# Sint-Pieterskerk (Vivegnis)

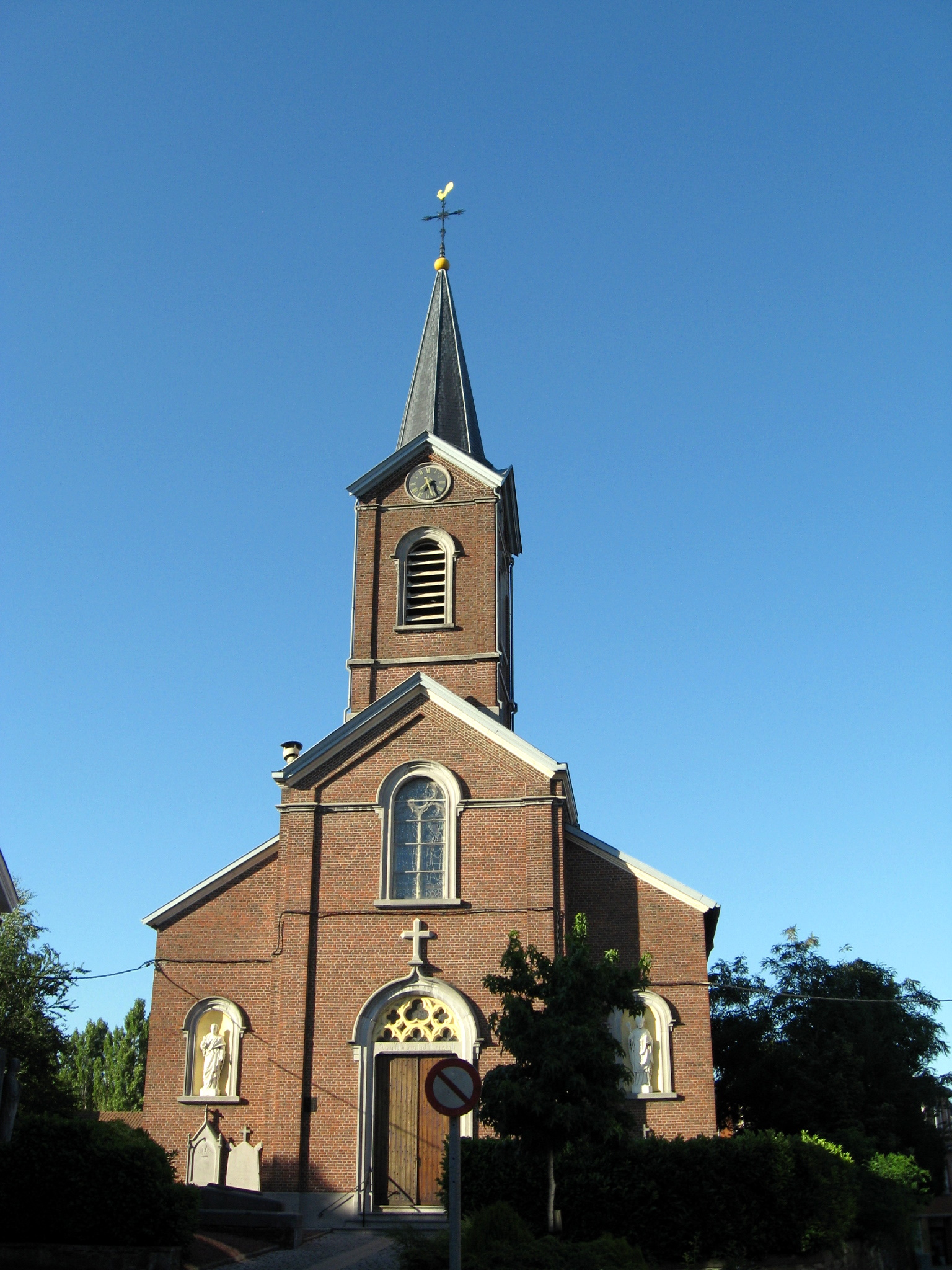
Sint-Pieterskerk

De Sint-Pieterskerk (Église Saint-Pierre) is de parochiekerk van Vivegnis in de Belgische provincie Luik.

## Geschiedenis
In 1860 maakte architect Delsaux het ontwerp in neoclassicistische trant en in 1865 werd de kerk in gebruik genomen. De driebeukige bakstenen pseudobasiliek heeft een voorgevel die bekroond wordt door een driehoekig fronton. Het portaal toont het chronogram: Magno Deo ConfeCta CeLse eXIstIt, wat 1862 oplevert.

## Gebouw
De vierkante toren heeft een vergelijkbare indeling als het portaal. Vier driehoekige topgevels omringen de achtkante naaldspits. Het halfrond afgesloten koor wordt overwelfd door een koepel.
Het middenschip wordt overwelfd door een tongewelf. De scheibogen rusten op ronde zuilen met rijk gedecoreerde kapitelen.